# Rafaï
Rafaï är en ort i Centralafrikanska republiken. Den ligger i den sydöstra delen av landet, 600 km öster om huvudstaden Bangui. Rafaï ligger 565 meter över havet och antalet invånare är 13 459.
Terrängen runt Rafaï är platt. Det finns inga andra samhällen i närheten. 
I omgivningarna runt Rafaï växer huvudsakligen savannskog. Trakten runt Rafaï är nära nog obefolkad, med mindre än två invånare per kvadratkilometer.